# Ты победил
«Ты победил» — вторая книга серии «Свод Равновесия» Александра Зорича. Впервые была выпущена издательством «Центрполиграф» в 2000 году.

## Сюжет
После того как княжество Варан было спасено от кровавого мятежа, Эгин получает повышение по службе и становится аррумом — должность, на которой он имеет право применять боевую магию против врагов Князя и Истины. С новым званием Эгин получает новое оружие, о котором мечтает каждый воин Сармотазары — «облачный» клинок, а также новое назначение: из столичного Пиннарина его высылают в далёкий уезд под названием Медовый Берег. На новом месте Эгину нужно расследовать загадочное убийство коллеги.

## Создание
По словам автора, история про Эгина, описанная в романе «Люби и властвуй», была рассчитана на одну книгу. Однако у него появилось желание расписать не только причины, но и последствия некоторых событий, которое воплотилось в новой книге — «Ты победил».

## Отзывы
Признавая, что сюжет романа не отличается оригинальностью, Владимир Пузий в рецензии в журнале «Книжник-ревю» считает, что «удалое сочетание яркой, сочной, немного ироничной прозы и самобытных „декораций“ вместе с живыми образами героев превращает книгу в один из лучших образчиков жанра».
По мнению критика, в этой книге Александр Зорич отходит от принятых рамок типичного фэнтезийного романа в двух аспектах: во-первых, главный герой меняется по ходу романа, становясь мудрее, а во-вторых, за выполнение «щедро отмеренных авторской рукой заданий» не получает вознаграждений.
Развитие персонажа главного героя отмечает и Игорь Чёрный в статье в «Книжном обозрении».

## Влияние
Сюжеты романов тетралогии «Свод Равновесия» легли в основу компьютерной игры «Бельтион. Свод равновесия».